# اندرو مک‌دانلد (تهیه‌کننده)
اندرو مک‌دانلد (انگلیسی: Andrew Macdonald؛ زادهٔ ۱۹۶۶ (۵۸–۵۹ سال)) تهیه‌کننده اهل اسکاتلند است.
وی به‌همراه دانکن کنوورتی از پایه‌گذاران دی‌ان‌ای فیلمز بوده‌اند.

## فیلم‌شناسی
- قبر کم‌عمق (۱۹۹۴)
- رگ‌یابی (۱۹۹۶)
- Twin Town (۱۹۹۷)
- یک زندگی کمتر معمولی (۱۹۹۷)
- ساحل (۲۰۰۰)
- Strictly Sinatra (۲۰۰۱)
- The Parole Officer (۲۰۰۱)
- Heartlands (۲۰۰۲)
- The Final Curtain (۲۰۰۲)
- ۲۸ روز بعد (۲۰۰۲)
- یادداشت‌هایی بر یک رسوایی (۲۰۰۶)
- آخرین پادشاه اسکاتلند (۲۰۰۶)
- The History Boys (۲۰۰۶)
- 28 Weeks Later (۲۰۰۷)
- آفتاب (۲۰۰۷)
- هرگز رهایم مکن (۲۰۱۰)
- The Sweeney (۲۰۱۲)
- درد (۲۰۱۲)
- Sunshine on Leith (۲۰۱۳)
- اکس‌مشینا (۲۰۱۵)
- دور از اجتماع خشمگین (۲۰۱۵)
- رگیابی تی۲ (۲۰۱۶)